# واگنر لوپس
واگنر لوپس (به انگلیسی: Wagner Lopes) بازیکن فوتبال اهل ژاپن و عضو تیم ملی فوتبال ژاپن است که در تاریخ ۲۸ سپتامبر ۱۹۹۷ میلادی اولین بازی ملی‌اش را انجام داد. او در ۲۰ بازی ملی حضور داشت و آخرین بازی ملی خود را در تاریخ ۸ سپتامبر ۱۹۹۹ میلادی انجام داد. واگنر لوپس در بازی‌های ملی‌اش
۵ گل به ثمر رساند.